# Masujiro Nishida
Masujiro Nishida (西田 満寿次郎, Nishida Masujiro) was een Japans voetballer die als doelman speelde. In 1923 was hij bondscoach van het Japans voetbalelftal.

## Clubcarrière
Masujiro Nishida speelde voor Osaka SC.

## Trainerscarrière
Masujiro Nishida was coach van het Japans voetbalelftal op de Spelen van het Verre Oosten in 1923.

### Statistieken
| Datum      | Wedstrijd          | Uitslag | Competitie                  |
| ---------- | ------------------ | ------- | --------------------------- |
| 23.05.1923 | Japan − Filipijnen | 1 − 2   | Spelen van het Verre Oosten |
| 24.05.1923 | Japan − China      | 1 − 5   | Spelen van het Verre Oosten |